# Linchamento dos Britos
O Linchamento dos Britos ocorreu na cidade de Araraquara (evento do chamado coronelismo), na madrugada de 6 de fevereiro de 1897, com desdobramentos e tensões nos meses subsequentes, tanto em Araraquara quanto na Capital e em Santos. O episódio foi desencadeado por uma disputa banal entre Rozendo Britto e o dono de uma farmácia local, protegido de Antonio Joaquim de Carvalho, chefe político. O caso coincidiu com os dias dos combates agudos entre o Exército e os sertanejos de Canudos, Bahia, o país emocionalmente envolvido na questão, supostamente uma disputa entre o regime republicano, da República recém proclamada, e o regime monárquico do recém deposto imperador Dom Pedro II. O caso de Araraquara teve tintas de disputa entre monarquistas e republicanos.
Em 30 de janeiro de 1897, durante um conflito corpo a corpo com o "coronel" Antônio Joaquim de Carvalho, que atacou Rozendo Brito a bengaladas, com uma bengala provida de estoque, Rozendo revidou e deu quatro tiros de revólver em Carvalho, acertando um. Carvalho chegou a depor ao policial que o interrogou, ainda caído na rua, mas faleceria pouco depois. Rozendo de Souza Brito, jornalista, e Manuel de Souza Brito, tio de Rozendo e boticário foram presos, da prisão tirados de madrugada e linchados com pancadas, tiros e facadas na rua em frente à delegacia de polícia. Várias testemunhas viram membros da família Carvalho liderando o linchamento. 

## Antecedentes
Após algumas horas, o "coronel" Antônio faleceu de hemorragia. Seu filho, "major" Dário Alves de Carvalho, organizou alguns "capangas" de Araraquara e cidades vizinhas para seguirem à Cadeia Municipal, forçarem a entrada, retirar os detentos e assassiná-los. Os corpos foram abandonados junto à Praça da Igreja da Matriz. A intenção era apresentar a execução enquanto linchamento levado à cabo pela população, não enquanto vingança política do grupo de poder local.

## Julgamento
Várias testemunhas foram ouvidas. Os julgamentos foram realizados no dia 26 de julho, na Comarca de São Carlos para evitar a presença da população e sua consequente manifestação. O acusado, Dário Alves de Carvalho, foi inocentado apesar da quantidade de depoentes que o acusavam. Os acusados foram absolvidos.

## Leituras adicionais
- TELLAROLI, Rodolpho. "Os Sucessos de Araraquara": estudo em torno de um caso de "coronelismo" em fins do século XIX. Dissertação de Mestrado. Departamento de História da Faculdade de Filosofia, Letras e Ciências Humanas da Universidade de São Paulo. 1975. 291 páginas.
- TELLAROLI, Rodolpho. Britos: República de Sangue. Araraquara: Edições Macunaíma, 1997.
- MAGDALENA, José Carlos(Jornalista): Um Século de Silêncio(Ano1997, Editora Senac, 175 pp)